# Ангел Попвасилев
Ангел (Ангеле) Попвасилев Тупаров (изписване до 1945 година: Ангелъ попъ Василевъ Тупаровъ) е български революционер, деец на Вътрешната македонска революционна организация.

## Биография
Ангел Попвасилев е роден в 1885 година в охридското село Лешани, тогава в Османската империя, днес в Северна Македония. Син е на българския духовник и революционер поп Васил Попангелов. Става учител в Охридско. Влиза във Вътрешната македоно-одринска революционна организация и взима участие в Илинденско-Преображенското въстание. През 1905 – 1906 година е секретар на четата на Иван Димов – Пашата. Милан Матов пише за него: „Окръжният комитет – тогава начело с поп Тръпко, не оцени правилно дарбите на Попвасилев и не му дадоха подходящо място след известен стаж, а го оставиха за дълго време като секретар“. През 1906 година, огорчен от борбите между сарафисти и груевисти, заминава за София. Връща се през 1908 година и възобновява учителстането си чак до войните.
В 1911 година Попвасилев организира атентат срещу охридския конак.
Участва в Балканската война като доброволец в Македоно-одринското опълчение и служи в 3 отделна партизанска рота, а в Междусъюзническата война е в Сборната партизанска рота.
През Първата световна война служи в щаба на Македонската военноинспекционна област. За отлична служба е награден с бронзов медал „За заслуга“.
След войната, по време на разкола в македонското освободително движение застава на страната на Македонската федеративна организация и ръководи чета на ВМФРО. Влиза със своя чета в Западна Македония през Албания. Въпреки това постига разбирателство с четите на ВМРО и действа в сътрудничество с тях между 1920 и 1922 година, когато е войвода в Преспанско, Охридско и Стружко, както и в Битолско и Кичевско. Дава много сражения на сръбски части. През 1923 година се завръща в България и е заместен от Перо Шанданов.
Убит е по време на Горноджумайските събития през септември 1924 година по обвинение, че е участвал в заговора за убийството на Тодор Александров. Според Милан Матов несъмнено е убит не по решение на Представителството на Централния комитет, каквито са другите убийства, а поради лично отмъщение на Петър Шанданов заради разкрития на негови деяния в Корча.